# Rost (periódico)
Rost (ראסת, 'verdad') era un periódico tipo boletín mural en idioma judío-bujario (judeo-tayiko) publicado dos veces por semana desde Taskent, República Autónoma Socialista Soviética de Turquestán, entre 1920 y 1922. Rost era un órgano de la División de Turquestán de la Agencia Rusa de Telégrafos (ROSTA).

## Fundación
Rost fue el segundo periódico judío de Bujaría de la historia, después del prerrevolucionario Raḥamim, y fue el primer periódico soviético judío de Bujaría. Detrás del lanzamiento de Rost estuvo Rahmin Badalov, el director del Instituto Educativo (INPROS), que había fundado una imprenta judía de Bujaria. Badalov se desempeñaría como editor de Rost.
En ese momento, la política lingüística soviética con respecto a los judíos de Bujaria no era del todo consistente y Rost conceptualizó que el periódico se publicaba en el «idioma persa de los judíos locales», aunque otras instituciones soviéticas en ese momento usaban términos como «tayiko» o «idioma de los judíos de Bujará». En diciembre de 1920, Rost llevaba el lema «¡Proletarios de todos los países, uníos!» traducido como מיחנת כשאני רוהי זמין המראה שוויתאן  en junio de 1921 la redacción de la traducción del lema había cambiado aרנג בראני רוהי גיהאן בא הם פייבנד שוויתאן.

## Contenido
Rost se publicó dos veces por semana. Las copias de Rost consistían en una sola página, que contenía noticias traducidas de ROSTA y artículos de la prensa rusa sobre actividades gubernamentales. El periódico utilizó la escritura Rashi. Se distribuyeron copias de Rost de forma gratuita. En 1920 se publicaron 40 números, pero en 1921 la publicación se volvió más irregular con sólo 13 números publicados.

## Nombre
El nombre de la publicación proviene de la abreviatura de la Agencia Rusa de Telégrafos, ROSTA. Pero en la escritura hebrea se omitió la 'a' final de la abreviatura rusa, dando lugar a la palabra rost que significa 'verdad' en lengua judía de Bujaria (que aludía al periódico ruso Pravda).

## Cierre
La publicación de Rost se interrumpió abruptamente en 1922, luego de que se descubrió que sus editores participaban en actividades comerciales de bazar en medio de la Nueva Política Económica.